# International Love
Singles par Pitbull
I Like How It Feels
(2011) U Know It Ain't Love
(2011)
Singles par Chris Brown
Wet the Bed
(2011) Another Round
(2011)
International Love est une chanson du rappeur Pitbull avec le chanteur de R&B américain Chris Brown sortie en 2011. La chanson a été écrite par Pitbull, Soulshock, Peter Biker, Sean Hurley, Claude
Fait rare dans la musique pop, (Prod. by RedOne).

## Liste des pistes
- Téléchargement digital[1]

1. International Love (avec Chris Brown) – 3:48

## Classement par pays
| Classement (2011-2012)                  | Meilleure position |
| --------------------------------------- | ------------------ |
| Australie (ARIA)                        | 24                 |
| Autriche (Ö3 Austria Top 40)            | 29                 |
| Belgique (Flandre Ultratip 100)         | 14                 |
| Belgique (Wallonie Ultratop 50 Singles) | 16                 |
| Canada (Billboard Hot 100)              | 17                 |
| Danemark (Tracklisten)                  | 39                 |
| France (SNEP)                           | 19                 |
| France (Club 40)                        | 22                 |
| Hongrie (Single Top 40)                 | 2                  |
| Pays-Bas (Nederlandse Top 40)           | 35                 |
| Nouvelle-Zélande (RMNZ)                 | 7                  |
| Pologne (ZPAV)                          | 3                  |
| Espagne (PROMUSICAE)                    | 42                 |
| Suède (Sverigetopplistan)               | 34                 |
| Suisse (Schweizer Hitparade)            | 22                 |
| Royaume-Uni Classement single           | 99                 |
| États-Unis (Billboard Hot 100)          | 30                 |
| États-Unis (Billboard Pop Songs)        | 26                 |
| États-Unis (Billboard Rap Songs)        | 23                 |

### Certifications
| Pays      | Organisme | Certification | Vente   |
| --------- | --------- | ------------- | ------- |
| Allemagne | BVMI      | Or            | 150 000 |
| Autriche  | IFPI      | Or            | 15 000  |
| Italie    | FIMI      | Or            | 15 000  |
| Norvège   | IFPI      | 3 × Platine   | 30 000  |
| Suisse    | IFPI      | Platine       | 30 000  |

## Historique de sortie
| Pays        | Date              | Format                                |
| ----------- | ----------------- | ------------------------------------- |
| États-Unis  | 27 mai 2011       | Téléchargement digital - Single promo |
| États-Unis  | 11 octobre 2011   | Rhythmic radio                        |
| États-Unis  | 1er novembre 2011 | Mainstream radio                      |
| Australie   | 7 novembre 2011   | Contemporary Hit Radio, Nights        |
| Royaume-Uni | 14 novembre 2011  | Téléchargement digital                |